# Município de Blue Rock (condado de Muskingum, Ohio)
Localização do Ohio nos E.U.A.
O município de Blue Rock (em inglês: Blue Rock Township) é um município localizado no condado de Muskingum no estado estadounidense de Ohio. No ano 2010 tinha uma população de 677 habitantes e uma densidade populacional de 9,59 pessoas por km².

## Geografia
O município de Blue Rock encontra-se localizado nas coordenadas 39° 48′ 15″ N, 81° 51′ 00″ O. Segundo o Departamento do Censo dos Estados Unidos, o município tem uma superfície total de 70.59 km², da qual 69,67 km² correspondem a terra firme e (1,3 %) 0,91 km² é água.

## Demografia
Segundo o censo de 2010, tinha 677 pessoas residindo no município de Blue Rock. A densidade de população era de 9,59 hab./km².